# 13058 Alfredstevens
13058 Alfredstevens è un asteroide della fascia principale. Scoperto nel 1990, presenta un'orbita caratterizzata da un semiasse maggiore pari a 2,3582901 UA e da un'eccentricità di 0,1155820, inclinata di 6,10696° rispetto all'eclittica.